# فرودگاه جم
فرودگاه توحید جم (یاتا: KNR، ایکائو: OIBJ) فرودگاهی در شهر جم و در نزدیکی بندر کنگان در استان بوشهر ایران است.

## تعطیلی فرودگاه
از سال ۱۳۹۷ این فرودگاه تعطیل است.